# Émile Dupourqué
Émile Dupourqué, né le 8 avril 1859 à Salies-de-Béarn (Pyrénées-Atlantiques) et décédé le 6 septembre 1939 à Biarritz (Pyrénées-Atlantiques), est un homme politique français.

## Biographie
Officier de marine, il termine sa carrière en 1904 comme capitaine de frégate. Il démissionne à la suite d'un blâme infligé par le ministre. Il se lance alors en politique, devenant conseiller général en 1905 et député des Basses-Pyrénées, de 1906 à 1910, inscrit au groupe des Républicains progressistes. Il est maire de Salies-de-Béarn de 1920 à 1924.